# Porothamnium stipitatum
Porothamnium stipitatum là một loài Rêu trong họ Neckeraceae. Loài này được (Mitt.) Touw ex De Sloover miêu tả khoa học đầu tiên năm 1983.